# メダロット (ゲーム イッキ編)
『メダロット イッキ編』は、ゲーム「メダロットシリーズ」の内、天領イッキを主人公とする一連の作品である。いずれも販売はイマジニア、開発はナツメ。

## 概要
前作『メダロット』から7年後が舞台で、前作主人公・ヒカルやヒロイン・キララ、ナエなどが成長した姿で登場する。『3』『4』ではキャラクターデザインがアニメ版のものに近くなり、一部のキャラクターはアニメ版に合わせて設定・性格が変更されている。
イッキ編は『2』『3』『4』からなる3部作であり、同じくイッキが主人公の『メダロットR』はイッキ編には含まれない。イッキ編は『4』で完結とされたが、後に発売された『メダロットBRAVE』では再度イッキが主人公となった。しかしイッキ編3部作のシナリオを手掛けていた平野佳菜はその事について「過去の人気にすがろうとするもので良い傾向ではない」と語っている。
シナリオは『1』でグラフィッカー兼シナリオ校正を担当した平野が三作とも手掛けている。平野は『4』完成後にナツメを退社したため、以降の作品には携わっていない（後年の『メダロットS』にはシナリオ協力として携わっている）。
メダロットシリーズの中では、同じ主人公の存在する世界観では特に多いシリーズ、および別世界観の他作品での出演が多い。
メディアの違いによる設定の変更が多数存在するため、詳しい時系列の設定も一定していない。例えば「メダロット2最強キャラクターBOOK」や『弐CORE』の説明書に記載された年表では、前作の事件である「魔の十日間」が2010年でイッキの誕生が2013年となっており、『1』の7年後という設定と矛盾している。

## メダロット2
主人公がアガタヒカルから天領イッキになった最初の作品で、メダルやパーツが前作より大幅に追加された。『1』同様、ヒロインの甘酒アリカと純米カリンそれぞれに対応したエンディングがある。
前作ではディレクターの白川照幸のオーバーワークによって一度破綻してしまったシナリオを繋ぎ直す経緯を辿った経験から、前作でシナリオ校正を行なった平野がシナリオのみに専念する事になり、ストーリーのボリューム増強と人員や開発期間が大幅アップされたことで容量も前作の4倍に跳ね上がっている。
メダフォースシステムが初めて導入され、戦闘中蓄積されるメダフォースゲージを消費してメダルごとに設定された特殊な能力が発動できるようになる。
登場するメダロットには、『1』のメダロットの改良型（後継機）という位置づけのものが多い。
2002年12月25日には『メダロット弐CORE』としてリメイクされた。

### メダロット弐CORE
当初は『コミックボンボン』誌上でのカブトバージョン限定通販（ボンボンバージョン）のみの販売だった。その後、クワガタバージョンを追加して2003年4月18日に市販される。限定通販版との相違点は説明書にあったほるまりんからのメッセージ、ボスの攻略情報、およびエンディング時のユーザーの名前と早送り機能が削除されたこと。ただし説明書の目次を改めなかったためにミスがある。カブトバージョンはナツメ公式HPの製品一覧にメダロット作品として唯一載っているソフトである。2016年1月27日より、カブト、クワガタ両バージョンともWii Uバーチャルコンソールにて配信開始。
基本的なシステム面やメインシナリオにおける大きな変更はなく、『3』以降に存在した（ボイスも含めて）「メダチェンジ」システムなども搭載していない。GBAの性能を生かし、ロボトル中の多彩な動作などグラフィック面は大幅に強化されている。パーツ性能も再調整が行われ、一部のキャラクターは使用するメダロットも変更された。僅かながらイベントも追加されており、イッキの両親や『2』では台詞が一言あるのみだった鱗太郎、『5』の時代からやってきたコイシマルと言ったキャラともロボトルができる。なお、キャラクターのグラフィックもアニメ版にあわせて書き直されているが、性格や言動は『2』のままである。アニメに登場しなかったキャラもアニメ風の絵柄になっている。

### 反響(2)
『2』の時点でゲームショップ向けの営業を担当していたうのへえは、前作『メダロット』の評判が良かったことから『2』も発売前から期待されていたことを4Gamer.netとのインタビューの中で振り返っており、「その地元の子供たちはゲームショップに遊びに行ったら，「メダロット2」のコーナーを見て「なんかいいゲームが出るんだ」「買うぞ」みたいなことを感じてくれていたと思います。」と、『2』の販促コーナーも売り上げに影響が出たと述べている。

## メダロット3
登場するメダロット（パーツ）およびメダルは『2』からほぼ一新され、前作のメダロットやその後継機にあたるメダロットは特定のキャラクターの使用するメダロットや、前作の隠しメダロット等に限定された。一方で、ファーストエイドや態勢破壊などの新たな行動が追加され、パーツのバリエーションは前作に比べ格段に広がった。一方、『1』『2』で御馴染みだったヒロイン毎のエンディング分岐は廃止された。
物語の舞台は地底都市、海底都市、空中都市、さらには宇宙、月面とシリーズ中最もスケールが大きく、加えてストーリーもメダロットの起源に迫るシリーズの核心といえる内容となっている。
前作と異なり、キャラクターの絵柄がアニメ版に近いものになっており、一部キャラの性格もアニメ寄りになっている。また、主人公機もアニメ版に準拠したキャラ付けがされて喋り出すなど、全体的にアニメ版の影響を強く受けており、前作とは雰囲気が異なる面もある。
前作までディレクターを担当していた白川が降板したため、平野がディレクターとシナリオを兼任することとなった。しかしその激務故に次回作『4』では平野はディレクターを降りて再びシナリオに専念している。
テーマは「環境問題と友情」。ストーリーも前作までと比べてシリアス寄りに傾いており、シナリオを手掛けた平野は「イッキ編のシリーズ中最もクセが強いので、好き嫌いは分かれるところかもしれません。あまりメインターゲット層のことを考えた展開になっていないような気もしています」と語っている。
バトルシステムは大きな変化が加えられている。以下は前作からの変更点、追加要素。
- メダロット
  - 装甲値をパーツごとに表示。これにより、装甲値を記憶しなくても戦闘中の各パーツのダメージ量を把握する事が出来るようになった。
- メダチェンジ
  - 純正メダロット（パーツを組み替えていない状態のメダロット）の一部は変形することが可能となった（変形形態はレクリスモードと呼称、機種によってはさらなる形態のクラフティモードが存在するが、ロボトルには使えない）。メダチェンジ後は装甲値が各パーツごとに分散せず一体化する。変形には能力が変化するシフト変形と、シフト変形より強力だが能力は変化せず行動ごとにメダフォースゲージを消費するパワー変形がある。
  - 脚部タイプや能力の変化によって戦術が広がる･装甲値をゼロにしない限り機能停止しないというメリットがある反面、装甲値が一体化した事で貫通性がなく威力が高い攻撃に弱くなる･変形前にパーツを一つでも破壊されると変形できないというデメリットも存在する。
- メダリア
  - メダルの持つ熟練度は3つに限定され、それを補うメダリアシステムが導入された。メダリアは、1つにつき1種類の熟練度を持ち、成長速度はメダルのものよりも遅く成長限界も低いが、どのメダルにも付け替えることができ、そのメダルが持っていない熟練度を持たせることができるという特徴がある。
- バトルフィールド
  - 横長のものから六角形になり、一定時間ごとにメダロットに何らかの影響を及ぼす「地形効果」が発生するようになった。
- クリティカル
  - 一定の条件下で相手への攻撃がクリティカルヒットするようになった。相手は防御できず、ダメージも通常より大きい。
- 戦闘BGM変更
  - 『2』まで通常戦闘のBGMは1種類だったが、本作以降3種類から自由に決められるようになった。

## メダロット4
「イッキ最終章」と銘打たれた作品。戦闘システムでは勝ち抜きロボトルなど種類が幅広くなった。またミニゲームが数多く増え、ロボトルだけでなくミニゲームもストーリーに絡んでくる。よいパーツが簡単に入ったりさらに新たな攻撃が追加された。
独自の要素として、メダロットのパートナーシステムと会話システムが存在する。パートナーに選んだメダロットはロボトルやミニゲームに必ず参加させなくてはならない。また、パートナーのメダロットは、ゲーム中のイベントで主人公に話しかけてきたりする。会話システムでは、選んだメダロットとランダムに会話を行うことで、そのメダロット（メダル）の好みのパーツを知ったり、友好値を上昇させることで、ロボトルにおける成功値を上げることができる。これら2つの要素により、メダロットが心をもったロボットであるということを感じさせる作品となっている。
それまでのメダロットシリーズの集大成とも言える作品で、過去作品や漫画版メダロットに登場したキャラクターや土地、設定などが多く詰め込まれているほか、登場パーツは『3』の全パーツに加え、過去作品の人気のあるパーツと新規のパーツから構成され、約250体ものメダロットが登場し過去最大のボリュームとなっている。
前作でシリアスに傾いた反省から、今作のシナリオは明るく軽いノリの路線に戻されている。その一方、任天堂にどこまで通じるか試したいという平野の意向により、ライトタッチのオブラートなノリに包みつつ同性愛及び宗教の要素が盛り込まれている。

## 登場キャラクター

### 主要キャラクター
天領イッキ
声 - 山崎みちる（3、4）
チョンマゲに似た髪型が特徴の少年。純情でお人よし。ストーリーの関係上（無理矢理）、変装させられることが多い。特に、女装をするととてもかわいらしくなり（『2』 - 『4』でミニスカート、着物、ドレス、バニーガールの服（『メダロット弐CORE』ではウエイトレス）、マーメイド学院の制服、ワンピース、メイド服）、メイド服姿は女好きのコクエンが女性だと信じて疑わなかったほど魅力的らしく、女装であることが判明した後もファンクラブが出来てしまったほど。変装はアリカの手によるものが多く、女装させられた際は彼女の名前を名乗ることをささやかな復讐としている。牛乳プリンとカツカレーうどん定食が好物。
他の媒体では熱血漢だったり逆に冷めた面があったりなど、メディアによる性格の違いが大きい。一人称はゲームでは「ぼく」で統一されているが、他メディアでは「俺」の場合が多い。
主人公機
イッキがヒカルに無理矢理買わされたメダロットで、それに父がレトルトから渡されたメダル（つまり両方ともヒカルから渡されたもの）を装着したイッキの初の愛機。値段は一式4980円で、イッキはお遣い用の5000円を使って（使わされて）しまった。
『2』では前作同様、ゲーム的には最初の機体以上の意味はないが、『3』『4』では明確にキャラ付けされてストーリーに絡む。
- メタビー

声 - 竹内順子（3カブト）
KBT型「メタルビートル」のパーツを装備した、イッキの愛機。射撃型。
- ロクショウ

声 - 篠原功（3クワガタ）
KWG型「ヘッドシザース」のパーツを装備した、イッキの愛機。格闘型(チャンバラ)。
ブラックビートル・ブラックスタッグ
イッキの新しいメダロットでメタビー・ロクショウの女友達。メダロット3では敵として登場。
甘酒アリカ
声 - 仙台エリ（3、4）
イッキの幼なじみの強気な少女。ジャーナリストになるのが夢で学校では新聞部（本編では部員は彼女一人だけだが、『メダロットR』では他の部員も（道中の雑魚や被害者として）登場している）。イッキのよき理解者であると同時に彼をひきずりまわす悪友的な面を持つ。イッキに好意を抱いている節があるが、彼の前ではほとんどそれを表に出そうとしない。そのためイッキの母チドリに「あなたみたいな子がお嫁さんにきてくれたら」とからかわれたりしている。ドッジボールが得意。イッキよりもロボトル歴が長い。『2』では攻略可能なヒロインの一人。
ジャーナリストを目指しているだけあってかなりの情報収集能力を持っており、重要な情報を提供してくれるがそれ以上にイッキが事件に巻き込まれる発端となることが多い（イッキを強引に取材に協力させたり我侭につき合わせたりなど）。
ブラス
アリカの愛機。機体の正式名称は「セーラーマルチ」。『3』以降はブラスと呼ばれるが、ロボトル時の名称表記はブラスではなく装備パーツの正式名称の「ラストセーラー」（セーラーマルチの後継機）である。漫画版・ゲーム版『2』のデザインと公式イラスト・アニメ版とではデザインが異なる。
辛口コウジ
声 - 横幕玲王奈（3、4）
イッキのライバル。一人称は「オレ」で、すぐに熱くなり、一人猪突猛進して敵の罠にかかってしまうことが多い熱血キャラである。アニメや漫画ではキザな性格で一人称も「僕」になっており、イッキ以上にメディアによる性格の変化が激しい。『R』でも一人称は「僕」で、性格も本編ほど熱くはない。
純米カリン
声 - 坂本真綾（3、4）
コウジの幼なじみでお嬢様。普段は優雅で心優しく、ふんわりとした性格だが怒らせると誰もかなわない。『2』では病弱という設定があったが、『3』以降そのような描写は無くなっている。『2』ではアリカと同様に攻略可能なヒロインの一人。
『3』『4』では、イッキに想いを寄せているかのように思わせる言動も見られたが、結果的にはコウジと行動を共にすることの方が多い。また、『3』ではイッキのメダロッチを預かり、一時的に操作キャラになる。
『4』ではコクエンの手下に拉致されてしまい、ハクマ、シュリの監視下に連れられ続けるが、本人は拘束感や恐怖感は全く感じなかったようで、シュリの元で許された家族への電話も普通に対応していた。
シナリオライターの平野曰く、できるだけ「毒」は入れず、天使のようになるよう努力したキャラ。
キクヒメ
声 - 鈴木真仁（4）
スクリューズのリーダー。イワノイ、カガミヤマたちからは「あねご」と呼ばれている。よく小悪党的な行動も取るが、根っこのところでは義理人情に厚い姉御肌。
『2』ではスクリューズと敵対するイベントではリーダーなのにロボトルもせず終わることが多かった（番長に代理を頼んだり「疲れたから帰る」と投げ出すなど）。
ペッパーキャット
キクヒメの愛機。ブラスと同じく漫画版・ゲーム版とアニメ版ではデザインが異なっている。
『3』『4』では後継機の「ノクトキャット」のパーツを装備しているが、『4』ではキクヒメのパートナー座を「ダークパンサー」に奪われた。
イワノイ
声 - 山崎樹範（4）
スクリューズの一員で、スクリューズ2番手の使い手である。またメカに強く、ハッキング能力がある。口だけは達者で嫌味な性格だがロボトルの腕は立たない。
カガミヤマ
声 - 井関佳子（4）
スクリューズの一員。一人称は「ぼく」。きれい好き（潔癖症）でキクヒメに忠実と、かなりおとなしいキャラクターである。よく「服が汚れた」「洗濯しなきゃ」と言う。隠し芸は百面相。
あがたヒカル
声 - 内藤玲（4）
前作『1』の主人公で、『2』の冒頭から登場。本編では高校生に成長しており、普段はコンビニでバイトをしている。レトルトカレーを買いに来たイッキに無理矢理メダロットを売り付けた事が全ての始まりとなった。仮面とマントを身につけ、「快盗レトルト」としてイッキ達をサポートすることもある。
愛機は前作の主人公機だがバージョンによって異なり、カブトバージョンではメタビー、クワガタバージョンではロクショウとなる。旧世代型にもかかわらず圧倒的な強さを誇り、『2』の終盤ではたった1機でゴッドエンペラー3機を瞬く間に撃破している。
事件の場に赴くために、身代わりとして自分の声を出す人形をコンビニに置いていくこともある（当然同僚の店員にはバレバレなのだが、店長も身代わりとしてテープレコーダーを置き姿を消したりしている）。
『R』では漫画『メダロッターりんたろう!』の姿で登場するが、設定や性格はゲーム準拠。
快盗レトルト
声 - 内藤玲（4）
奇抜な格好に前口上、特徴的なBGMで登場する謎の人物。その正体ヒカル。メダロット博士と内通し、レアメダルの回収やイッキらのサポート、悪事の撲滅などを行っている。しかし素は高校生であるため、試験と重なって来られなかった事もある。
『2』の終盤、ゴッドエンペラーの攻撃で仮面が外れたことで、キララと共にイッキに正体を明かす。その後『3』でアリカ達にも正体を知られ、『4』の時点では既に変装状態でヒカルとして会話に対応するようにもなっていた。『R』ではレトルトレディ共々最後まで正体を明かさなかった。
秋田キララ
前作のヒロインの一人でヒカルの幼なじみ。ヒカル同様、高校生に成長しており、メダロット社でアルバイトもしている。ヒカルが遊んでばかりで勉強しないため、試験まで彼の愛機（前作の主人公機）を没収する一幕もある。レトルトの相棒、レトルトレディとして活躍する。『3』と『4』では、『2』のラスボスであった「ゴッドエンペラー」を3体駆り、三銃士の名前をそれぞれ付けている。
レトルトレディ
レトルトの相棒で、同じく奇抜な恰好と前口上、BGMを特徴とする。正体はキララ。前口上は前作の最終決戦時に「北野コマチ」に扮していた時のものと同じ。
秋葉原ナエ
メダロット博士の孫。メダロット研究所の所員で、イッキの相談に乗ったり試作型メダロットのパーツやメダルを与えるなど物語のサポートをする。前作ではヒロインの一人（今編のカリンの立場に相当）だったが、ヒカルとの絡みはほとんどない。当初はヒカルへの好意を引き続き描く予定だったが、ある人物に「小学生の時の恋愛を引き摺ってるなんて」と言われたために断念した。『2』以前にも『メダロッターりんたろう!』にて成長した姿が描かれていたため、『R』ではその姿で登場している。
天領 ジョウゾウ
イッキの父。セレクト隊隊員だが何故かそれを息子に隠している。
天領 チドリ
イッキの母。おっとりな性格の漫画版、アニメ版に比べやや厳しい性格。外見も他メディアに比べてやや年配に描かれている（『弐CORE』では他同様に若々しくなった）。
サケカース
ロボロボ団を率いるリーダー。趣味は炭酸風呂に入ること。
スルメ
ロボロボ団幹部であり、紅一点。本名は「タカス ルミ」。終盤ではメダロット社の食堂でウェイトレスをしていることが判明する。
サラミ
ロボロボ団幹部。本名は「サラ ミツオ」。赤ん坊だが普通に言葉を話す。幹部の中では比較的常識人。
シオカラ
ロボロボ団幹部。本名は「シオカ ライゾウ」。幹部の中では最年長（作中では老人幹部と呼ばれる事もある）で子供が嫌い。
ヘベレケ博士
ロボロボ団の協力者。最初はメダロット界の権威として穏和に振る舞っているがストーリー中盤で本性を現す。『2』の終盤で逮捕されるが、『3』『4』で一時的に釈放され、イッキ達に協力する。
ミスターうるち
声 - 清水宏（3、4）
ロボトルの勝敗を判定する審判。『2』ではそれらしき人物は登場するが名前はでない。

### 2の登場キャラクター
セレクトスリー
アワモリのメダロットで、セレクトレッドことアタックティラノ（アサルトティラノ）、セレクトブルーことエアプテラ（スカイプテラ）、セレクトイエローことランドブラキオ（アースブラキオ）の3体からなる。なお、名乗る色は体色と全く対応していない。セレクト隊もこの3体を使うがセレクトスリーと名乗るのはアワモリのだけである。3人とも自分たちが正義の味方であると思っているが、実はただのギャグキャラクターである。またイッキに敗れた際に「正義は必ず勝つ、だが今回勝ったのはお前だ。だから今日はお前が正義だ」と言っている。また、3人の肩書きがそれぞれ「隊長」「リーダー」「司令塔」であり、誰が一番格上なのかは不明。
マルガリータ
イッキが地下（海底）遺跡からワープしてやってきた過去の世界「コーダイン王国」のお姫様。まだ幼く無邪気で、人々の前ではお姫様らしい話し方をするが、それ以外のときは子供らしく少しワガママな感じである。勇者として召喚されたイッキにとてもなついている。プースカフェをはじめとする多くのナイトメア型メダロットのマスターであり、いたずらを重ねて追い出されてしまったプースカフェのことを心配している。イッキが元の世界に帰るときに自分のことを忘れないようにと「銀のロケット」（エンディング後コーダイン王国に行けるようになるアイテムで、首にかけるものではなく宇宙船の方）をくれる。
プースカフェ
マルガリータのメダロットでいたずらを重ねて追い出されてしまっている。人々の間では「ブルーハワイ」という名で恐れられている。幻を作ることが出来るメダロットで、ロボトルではこちらを混乱させてくる。人の心を少しだけ読むことが出来るらしい。事件が終わって、イッキが帰る際にもういたずらが出来ないようにとパーツをあずかってもらうこととなる。彼と同じナイトメア型メダロットが多数存在し、そのどれもがつかみどころのない不思議な性格をしている。
シラタマ
メダロット研究所の研究員。ナエに片思いをしており、ナエと親しくするイッキに嫉妬している。『2』では自ら「ゲームの『ドン』」と名乗り、エンディング後のおまけエピソードにおける最後の敵となる。『3』ではメダロット博士を「お爺さん」呼ばわりして解雇された。その後『4』で廃工場に住み着いており、ナエへの思いを巡らせている。
モデルはディレクター兼システム原案の白川照幸で、「ゲームの『ドン』」を名乗るのはそれによる。ナエに想いを寄せるのも、現実でも白川はナエの事が好きだったため。
ホケタ チイ
シノビックパークの村長的存在の人。家に行くことがむずかしい。もっているメダロットはKBT (KWG) 型のメダロット3体。話しかけるとすぐロボトルになる。昔、自分の家に入ってきた若者（ヒカル）がロボトルをしかけてきたのがはじまり。それ以来、メダロッターが自分の家に入ってくるとすぐロボトルするようになった上、負けるとパーツを取り返そうとしつこく再戦を挑んでくる。『2パーツコレクション』では冒頭、エイリアンに間違えて連れてこられた際、UFOの動力装置である「フユーンストーン」を破壊し、結果イッキ達の学校が謎の塔に変えられてしまう。
アワモリ
セレクト隊の隊長。『2』以降は、セレクト隊はきちんとした警察部隊になったが、彼は自分の手柄を最優先し、時にはイッキを邪魔者として排除するなど正義に反した行為も平然と取る。隊員達も殆ど盲目的に従っていたが、フユーンでの醜態を撮った写真が決め手となり、トックリによって隊長の座を引きずり降ろされてクビになる。その後はバーで飲んだくれている。『R』ではエンディングでロボロボ団を一網打尽にする場面に登場し、特に問題のある性格は描かれない。
トックリ
セレクト隊の副隊長で、行動を起こさないアワモリにかわって迅速な行動を行うマジメな人間。しかし上司には逆らえずいつもアワモリに振り回される。最終的にはアワモリの命令に背いてイッキをメダロッ島に行かせ、その際にイッキに渡された写真を使って隊員達を説得。アワモリを隊長から引きずり降ろし、新たな隊長となる。『R』では基本的にエンディングのみの登場。
カンちゃん
おどろ山に住む老婆。山奥でメダロット達と共に暮らしているが、それ故に（当人の紛らわしい態度もあって）山姥のように恐れられる事もあった。意識を失ったイッキを保護したが、同時に女装させる茶目っ気を見せた。孫はメダロット社でOLをしている。『4』にも登場する。
ばんちょう
イッキ達と同じ学校に通う小学生（？）。イワノイの解説から察するにかなり知名度があるようだがイッキは彼の存在は全く知らなかった。マップ上で描かれるキャラクターとは裏腹に、ロボトル時の立ち絵と顔のグラフィックは長ランを羽織った硬派な不良であり、とても小学生には見えない。見た目の割に胃腸が弱く、興奮したり頭に血が上ると吐血してしまう。好物はトマトジュース。使用メダロットは番長型のバンカラン。ゲームクリア後に彼の家に行けばロボトルが出来る。『3』で「やっと小学校を卒業できた」という台詞がある事から、年齢自体は中学生以上であることがうかがえる。
カワムラ
『2』に登場したキャラクターで、『1』からの再登場。パーツンラリー中にメダロッ島で特定の条件を満たすとどこからともなく登場する。彼の存在を知っているかどうか問われるが、ここで「いいえ」を選ぶとロボトルになり勝利すれば前作同様にダメロットが手に入る。反対に「はい」を選んだ場合は何故か「カワムラのサイン」が手に入る。
モデルはディレクターの河村直哉。スタッフの中では登場率が高く、スポンサーからの出演依頼が来たほど。
キール
メダロッ島のロボトル大会のゲスト。ショーチュー王国王子。ロボトル大会のゲストでは唯一日本語が通じないようで通訳が付き添っている。
サンディー
メダロッ島のロボトル大会のゲスト。アメリカ出身。サングラスを着用した黒人女性。
『2パーツコレクション』で恋人がいることが判明する。
スプモーニ
メダロッ島のロボトル大会のゲスト。ロシア出身。
ジョー・スイハン
メダロッ島のロボトル大会のゲスト。『1』に登場したジャー・スイハン博士の息子で、初出は漫画版『1』。日本を「心の故郷」と称するなど日本を愛する社交的な青年で丁寧な日本語で話す。現に他の外国人のキャラクターの台詞が片仮名のみで表記されるのに対し、彼の台詞は平仮名と片仮名がきちんと使い分けられている。通称「歩くメダロット図鑑」。アニメにも登場するがその性格は全く異なっている。
テキーラ
メダロッ島のロボトル大会のゲスト。登場ラテンの国からやってきたハイテンションかつ自己中心的な男。広場で暴れたり、ロッカールームで準備中のイッキにロボトルを申し込んだりと迷惑この上ない。中途半端な英語や方言、オネエ言葉の混じった独特な台詞が印象的。使用メダロットはサボテンナでトゲトゲアタックなる必殺技があるがどのようなものかは不明。後述のアニメ版にも世界大会編でテキーラ3兄弟なる人物が登場し、外見は似ており使用メダロットこそ同じだが関連は不明。テキーラはカブト版のみの登場でクワガタ版では後述のリョウが登場する。
リョウ
国籍不明のメダロッター。クワガタ版におけるテキーラとも言うべき存在。テキーラに比べ僅かながら落ち着いているようだが、やはり強引な面が見受けられる。使用メダロットはアンボイナで、「ビューティーキッス」なる必殺技があるがどのようなものかは不明。また左手のドリルにも愛着があるようだ。
『2パーツコレクション』にも登場するが彼の問いかけに「いいえ」と答えると「クワガタバージョンをやってないのか！」という愚痴をこぼす（ちなみにカブトバージョンでもゲームセンターにて姿が確認できる）。
モデルはスタッフの一人でプログラマー。尚、スタッフロールにはプログラムの項に「わさき　りょう」という名前が確認できる。

### 3の登場キャラクター
ブラックデビル
地球のマザーメダロット（本来は月のマザー）。人間の技術的発達を促進させることを使命としている。手違いにより本来配置されるべき月ではなく地球に配置されてしまったため思うように発達しない人間を見て、ブラックデビルは「このままでは使命を果たせず母星に戻ることができない」と判断し、「スピリット」達を使って人間達を嗾けようとする。本人に戦闘能力は無く、従えている4体のトランプ型メダロットをロボトルに使用する。
スバル
月のマザーメダロット（本来は地球のマザー）。人間の精神的発達を促進させることを使命としている。手違いにより本来配置されるべき地球ではなく月に配置されてしまった。使命を果たそうとするため手段を選ばないブラックデビルを見て、それを止めるべくイッキの夢の中で何度も呼びかける。
エレクトラ
意思を持つ地球のフォース「スピリット」の一人。属性は「火」。人間に対する憎しみが強い。
ビリジアナ
意思を持つ地球のフォース「スピリット」の一人。属性は「地」。アースモールの人工農場を荒らしている。見た目はネコ。
セルリアーノ
意思を持つ地球のフォース「スピリット」の一人。属性は「水」。ウラシマ・カイという人間の姿で、イッキと接触する。
トパージア
意思を持つ地球のフォース「スピリット」の一人。属性は「風」。途切れ途切れな独特の喋り方をする。
マーブラー
巨大すぎて身動きが取れないブラックデビルが自分の分身として作り出した最後のスピリット。「ジェニアス」を操る。
オガサワラセセリ
アースモールのジオフロント科学研究所の研究員の女性。過去のある出来事のせいで、メダロットを信用できなくなっており、メダロットを道具のように扱うことがある。
コガネ
アースモールの人口農場で働くメダロット。密かに農場で野菜のほかに花を育てている。実はセセリの過去と関わりがある。
アサマイチモンジ
アースモールの高温岩体発電所で地熱発電の研究をしている。セセリの過去について知る人物。
レイ
潜水型のメダロット。アンダーシェルで出会い、カブトverではメタビー、クワガタverではロクショウと恋をする。
ワタリドリカラス
この世界の総理大臣の息子。ヘブンスゲートで生活している。頭は良く、ロボトルの腕も優れており、本来は優しい性格だが、普段はひねくれ者で、しばしば授業をサボる不良のような行動を取っている。
ワタリドリカモメ
カラスの妹。兄とは逆の素直な性格。男の子っぽい外見で、一人称も「ぼく」。そのため男の子と間違われることも多く、勘違いしたキクヒメに惚れられた。

### 4の登場キャラクター
ミス・ちまき
メダロット協会公認レフェリーの1人。主にメダロードレース、ミスコンテスト等のロボトル以外の種目を担当している。メダロット5ではTV局のレポーターをしている。
闇雲リュウコ
イッキ達のクラスの担任となる。生徒たちのメダロッチのデータを消去し、ロボトルの特訓を強要するなど、横暴な教育が目立つ。
闇雲ミズチ
謎の多い少年。主にセレクト隊の使用するメダロットを駆っている。
アカガネ教授
考古学者。娘がいるらしい。
コクエン
「四天王」の一人。通称「玄武のコクエン」。りんたろうのいるカメヤマ小学校を占拠し、花園学園をも侵略しようとした。その過程で手下たちにカリンを攫わせている。女好きで、メイド姿にさせられたイッキに惚れてしまう。
ハクマ
「四天王」の一人。通称「白虎のハクマ」。コクエンとは対照的に、教祖のような存在となり、トラニシ小学校に居座る。
ビャクヤ
ハクマの側近。ぐるぐるメガネが特徴。服を奪えばそう簡単にはバレないほどに変装できる。
シュリ
「四天王」の一人。通称「朱雀のシュリ」。美しい者しか入れないといわれる、ジャクナン小学校に陣取り、地下にアジトを隠し持つ。実は、心に傷を負っている。
オロチ
エリート学校である、リュウトウ学園の学園長。秘密裏にある計画を進めている。
グレイン
史上最凶の大悪魔メダロット。このメダロットを倒すには、パーティクルのパーツで対抗するしかいない。
パーティクル
史上最強の大天使メダロット。グレインが暴走した時の対応策として開発されたメダロット。美しさの中にも凛々しさ、力強さを持った機体。